# Luis Advíncula
Luis Jan Piers „Rayo” Advíncula Castrillón (ur. 2 marca 1990 w Chincha) – peruwiański piłkarz występujący na pozycji prawego obrońcy lub prawego pomocnika, reprezentant Peru, od 2021 roku zawodnik argentyńskiego Boca Juniors.

## Kariera klubowa
Advíncula jest wychowankiem akademii juniorskiej Esther Grande de Bentín, jednak profesjonalną karierę klubową rozpoczynał w zespole Juan Aurich z siedzibą w mieście Chiclayo. W peruwiańskiej Primera División zadebiutował 21 lutego 2009 w wygranym 1:0 spotkaniu z Inti Gas, natomiast premierowego gola strzelił 6 grudnia tego samego roku w wygranej 3:0 konfrontacji z CNI. Wiosną 2010 przeszedł do stołecznej ekipy Sporting Cristal. 21 lipca 2012 podpisał 3-letni kontrakt z Tawriją Symferopol. Ale już wkrótce w sierpniu 2012 powrócił do Sporting Cristal tylko na zasadach wypożyczenia. 5 stycznia 2013 podpisał kontrakt z niemieckim TSG 1899 Hoffenheim. Latem 2013 został wypożyczony do Ponte Preta Campinas. W 2014 roku był wypożyczony do Sportingu Cristal Lima, a w sezonie 2014/2015 do Vitórii Setúbal. W 2015 został zawodnikiem Bursasporu. W 2016 wypożyczono go do Newell’s Old Boys.
| Sezon   | Klub                            | Kraj       | Rozgrywki        | Mecze | Bramki |
| ------- | ------------------------------- | ---------- | ---------------- | ----- | ------ |
| 2009    | Juan Aurich                     | Peru       | Primera División | 31    | 1      |
| 2010    | Sporting Cristal                | Peru       | Primera División | 41    | 6      |
| 2011    | Sporting Cristal                | Peru       | Primera División | 29    | 2      |
| 2012    | Sporting Cristal                | Peru       | Primera División | 30    | 0      |
| 2012/13 | TSG 1899 Hoffenheim             | Niemcy     | Bundesliga       | 2     | 0      |
| 2013    | Ponte Preta                     | Brazylia   | Série A          | 4     | 0      |
| 2014    | Sporting Cristal                | Peru       | Primera División | 10    | 2      |
| 2014/15 | Vitória Setúbal                 | Portugalia | Primeira Liga    | 26    | 0      |
| 2015/16 | Bursaspor                       | Turcja     | Süper Lig        | 12    | 0      |
| 2016    | Club Atlético Newell's Old Boys | Argentyna  | Primera División | 15    | 1      |
| 2016/17 | Club Atlético Newell's Old Boys | Argentyna  | Primera División | 14    | 0      |
| 2016/17 | Tigres UANL                     | Meksyk     | Liga MX          | 9     | 0      |
| 2017/18 | Lobos BUAP                      | Meksyk     | Liga MX          | 28    | 2      |
| 2018/19 | Rayo Vallecano                  | Hiszpania  | Primera División | 28    | 1      |

## Kariera reprezentacyjna
W 2009 roku Advíncula znalazł się w składzie reprezentacji Peru U–20 na Młodzieżowe Mistrzostwa Ameryki Południowej, gdzie wystąpił w dwóch spotkaniach, natomiast jego ekipa odpadła już w pierwszej rundzie i nie zakwalifikowała się na Mistrzostwa Świata U–20 w Egipcie.
W seniorskiej reprezentacji Peru Advíncula zadebiutował 4 września 2010 w wygranym 2:0 meczu towarzyskim z Kanadą. W 2011 roku został powołany przez selekcjonera Sergio Markariána na rozgrywany w Argentynie turniej Copa América, na którym wystąpił w pięciu spotkaniach, będąc ważnym ogniwem peruwiańskiej drużyny, która zajęła ostatecznie trzecie miejsce.